# Појеница (Хунедоара)
Појеница (рум. Poienița) насеље је у Румунији у округу Хунедоара у општини Балша. Oпштина се налази на надморској висини од 469 m.

## Становништво
Према подацима из 2002. године у насељу је живело 69 становника, од којих су сви румунске националности.